# Giovanni Battista di Quadro

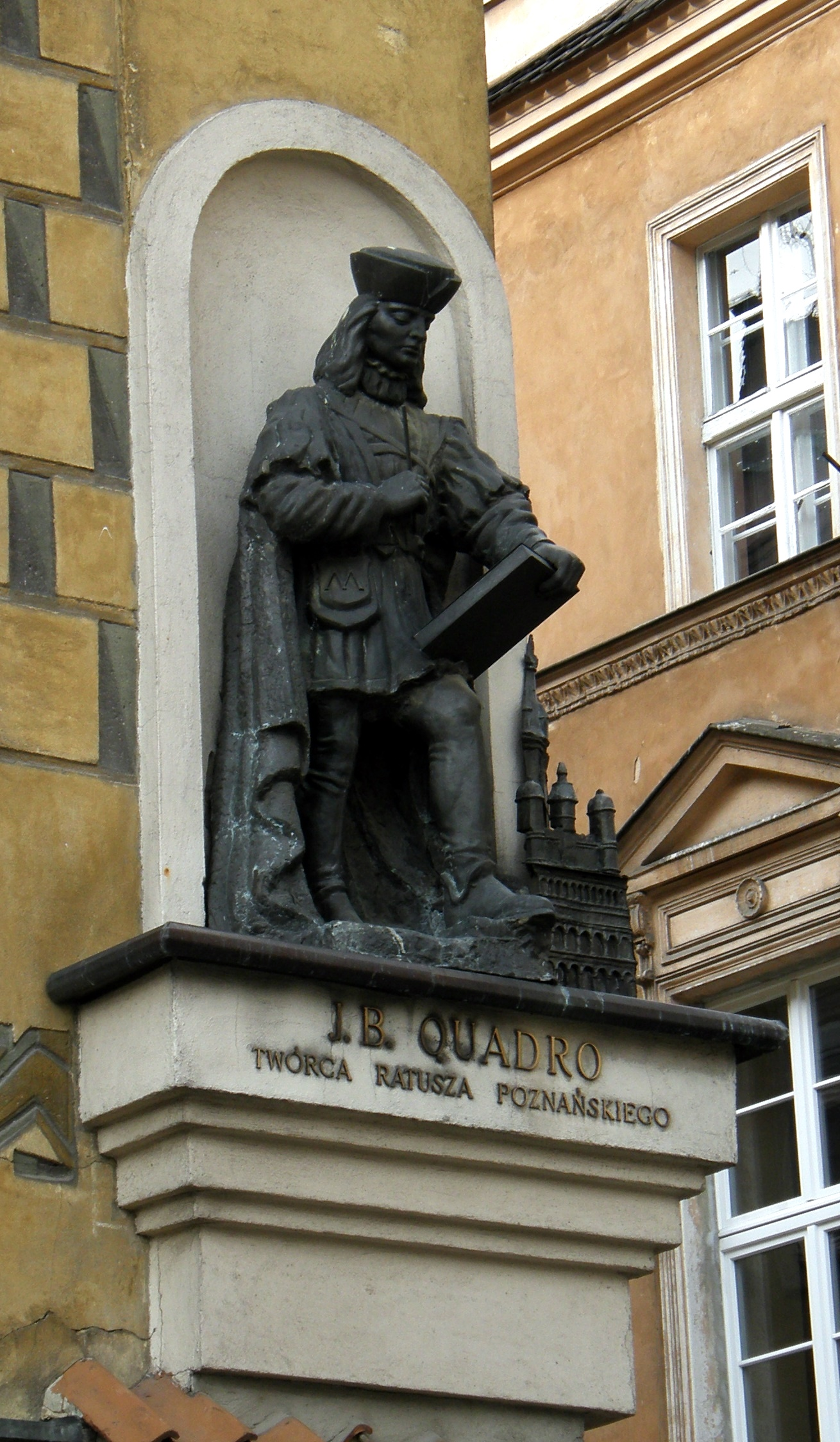
Giovanni Battista di Quadro

Giovanni Battista di Quadro (* 1510 in Lugano oder in Cadro ?, Tessin, Schweiz; † 10. April 1590 oder 16. Januar 1591 in Posen, Königreich Polen) war ein schweizstämmiger polnischer Architekt der Renaissance.

## Leben
Di Quadro arbeitete mit seinen drei Brüdern bis zum Jahre 1550 höchstwahrscheinlich in Sachsen und Schlesien. Am 13. März 1550 unterschrieb er mit dem Rat der Stadt Posen einen Vertrag betreffend den Wiederaufbau des Rathauses von Posen, welches bis zum Jahre 1560 fertiggestellt wurde. Von 1552 bis 1562 war er der Stadtarchitekt von Posen, er wurde von der Stadt jedoch auch in den Jahren 1563, 1566 und 1567, sowie 1570 für kleinere Aufträge bezahlt.
Für die Bürger Posens arbeitete di Quadro ab Mitte der 1550er Jahre, ebenso für den Klerus und den Adel von Großpolen.
In den Jahren von 1568 bis 1572 war er mit dem Aufbau des Warschauer Königsschlosses betraut.
Seine vielfältigen Aufgaben wurden gut bezahlt und machten ihn wohlhabend. Er starb jedoch in Posen als ein verschuldeter Mann. Seine Brüder Antoni, Gabriel und Kilian waren Anfang der 1550er Jahre ebenfalls in Posen tätig.
Die Ehefrau von G.B. di Quadros Barbara Sztametówna verstarb im Jahre 1603.

## Bauten
- 1550 bis 1560: Rathaus von Posen.
- Grabmal des Bischofs Adam Konarski im Posener Dom.
- 1563: Wiederaufbau der Stadtwaage in Posen. Diese wurde 1573 überholt und 1890 abgerissen. Nach dem Zweiten Weltkrieg nach den Originalplänen di Quadros wieder erstellt.
- 1568 bis 1572: Wiederaufbau des Warschauer Schlosses. Eine Reproduktion wurde nach dem Zweiten Weltkrieg wieder erstellt.
- seit 1568: Wohnhäuser am Plac Kolegiacki in Posen. In den Jahren 1958–1960 vermutlich nach di Quadros Planen wieder erstellt.
- 1571 bis 1574: Haus der Priester der Stanislauskirche in Posen in der Ulica Za Bramka. Nicht mehr existent.
- Verschiedene Häuser am Alten Markt in Posen aus den Jahren 1554 bis 1579 existieren nicht mehr.
- Renovierung des Turms der nicht mehr existierenden Kollegiatkirche.
- 1572: Jesuitenkolleg Posen.
- Scherhalle und Tuchhalle sowie die Handelshalle aus 1563.

## Nachwirken
- Die Stadt Posen verleiht den Giovanni-Battista-di-Quadro-Preis für Architektur. Preisträger 2013 war der Architekt Wojtek Grabianowski.